# Gwyneth Horder-Payton
Gwyneth Horder-Payton é uma diretora de cinema e televisão americana, que dirigiu 2 episódios de The Walking Dead, na 1ª temporada Episódio 3 "Tell To The Frogs" e 2ª temporada episódio 1, "What Lies Ahead."
Desde os anos 1980, ela trabalhou como assistente de direção em uma série de notáveis filmes como Pacific Heights, The Doors, Raising Cain, I Love Trouble, Homeward Bound II: Lost in San Francisco e vários outros filmes.
Ela fez sua estréia diretorial na série da FX, The Shield. Seus outros créditos como diretora de televisão incluem The Riches, Bionic Woman, My Own Worst Enemy, Fringe, Battlestar Galactica, Criminal Minds, The Unit, Cold Case, Numb3rs, Blue Bloods, Sons of Anarchy, The Walking Dead, The Killing, NYC 22, Once Upon a Time e Hawaii Five-0.